# It (romance)
It (em português A Coisa) é um romance de terror de 1986 do autor estadunidense Stephen King. Foi seu 22º livro e seu 17º romance escrito em seu próprio nome. A história segue as experiências de sete crianças, que são aterrorizadas por uma entidade maligna que explora os medos de suas vítimas para se disfarçar enquanto caçam suas presas. "It" aparece principalmente na forma do palhaço Pennywise para atrair sua presa preferida: crianças pequenas.
O romance é contado através de narrativas alternadas entre dois períodos e é amplamente contado no modo onisciente da terceira pessoa. Ele lida com temas que acabaram se tornando itens básicos de King: o poder da memória, os traumas da infância e seus ecos recorrentes na idade adulta e a superação do mal através da confiança e do sacrifício mútuos.

## Contexto
Em 1978, King e sua família moravam em Boulder, Colorado. Certa noite, King aventurou-se sozinho a buscar seu carro na oficina e se deparou com uma velha ponte de madeira, "corcunda e estranhamente pitoresca". Caminhar pela ponte fez com que King se lembrasse da história de "Three Billy Goats Gruff" (Os Três Bodes Rudes), e a ideia de transplantar o cenário da história para um contexto da vida real o interessou. King foi ainda mais inspirado por uma frase de Marianne Moore — "jardins imaginários com sapos de verdade" — que, em sua mente, soava como "trolls de verdade em jardins imaginários". King retornaria ao conceito dois anos depois e gradualmente acumulou ideias e pensamentos, particularmente o conceito de tecer as narrativas de crianças e dos adultos que elas se tornariam. King começou a escrever "It" em 1980 e terminou o livro cinco anos depois. King encontrou influência na mitologia e na história que cercaram a construção do sistema de esgoto em Bangor, Maine.

## Enredo
O romance é contado por meio de narrativas que alternam entre dois períodos de tempo e, em grande parte, no modo onisciente de terceira pessoa.

### 1957–1958
Durante uma tempestade em Derry, Maine, um menino de seis anos chamado Georgie Denbrough navega com um barquinho de papel pelas ruas chuvosas antes que ele caia em um bueiro. Olhando pelo bueiro, Georgie encontra um palhaço que se apresenta como Pennywise, o Palhaço Dançarino. Georgie, apesar de saber que não deve falar com estranhos, é induzido por Pennywise a colocar a mão no bueiro e recuperar seu barquinho. O palhaço então arranca seu braço, e Georgie morre.
Em junho do ano seguinte, um garoto de onze anos, acima do peso, chamado Ben Hanscom, é assediado por um valentão chamado Henry Bowers e sua gangue no último dia de aula, fugindo para o deserto pantanoso conhecido como Barrens. Lá, Ben faz amizade com um hipocondríaco asmático chamado Eddie Kaspbrak e com o "Bill Gago" Denbrough, irmão mais velho de Georgie. Os três garotos mais tarde fazem amizade com os desajustados Richie Tozier, Stanley "Stan" Uris e Beverly Marsh, e se autodenominam "O Clube dos Perdedores". À medida que o verão se aproxima, os Perdedores encontram Pennywise em manifestações aterrorizantes: uma múmia em um canal congelado para Ben, uma fonte de sangue (que só crianças conseguem ver) da pia de Beverly, um leproso em decomposição para Eddie, cadáveres afogados para Stan e um fantasma assustador de Georgie para Bill. Enquanto isso, um Bowers cada vez mais desequilibrado e sádico começa a concentrar sua atenção em seu vizinho afro-americano, Mike Hanlon, e em seu pai. Bowers mata o cachorro de Mike e persegue o garoto aterrorizado até o Barrens, onde se junta aos Perdedores para expulsar a gangue de Bowers em uma luta de pedras, deixando Bowers humilhado e prometendo vingança. Mike se torna membro do Clube dos Perdedores após revelar seu próprio encontro com Pennywise na forma de um pássaro carnívoro.
A partir do álbum de recortes históricos de Mike, os Perdedores descobrem que "A Coisa" é um monstro ancestral que controla a cidade. Após novos encontros, os Perdedores constroem um buraco de fumaça improvisado que Richie e Mike usam para alucinar suas origens como um alienígena ancestral que veio à Terra, iniciando um ciclo de caça de um ano, seguido por uma hibernação de 27 anos.
Eddie é hospitalizado por causa de Bowers e vários de seus amigos, e Beverly testemunha um dos valentões, Patrick Hockstetter, ser consumido por Pennywise na forma de uma massa de sanguessugas voadoras. Os Perdedores descobrem uma mensagem do palhaço no sangue de Patrick, avisando-os de que a Coisa os matará se interferirem. Na esperança de que a prata possa feri-lo, Ben faz duas balas de prata com uma moeda de um dólar de prata, e os Perdedores entram em uma casa abandonada onde Eddie, Bill e Richie já haviam encontrado a Coisa para tentar matá-lo. Eles conseguem feri-lo com a prata enquanto o palhaço está na forma de um lobisomem. Considerando os Perdedores uma ameaça, Pennywise manipula Bowers para assassinar seu pai abusivo, e então os persegue até os esgotos para matá-los, onde seus companheiros valentões, Victor "Vic" Criss e Reginald "Belch" Huggins, são mortos por Ele. O próprio Bowers se perde nos esgotos.
Nos esgotos, Bill realiza o "Ritual de Chüd" em uma tentativa de enfrentá-lo no Macroverso, o universo alternativo de onde a Coisa vem. Lá, ele encontra a antítese do monstro, Maturin, uma tartaruga ancestral que criou o universo. Bill descobre que ele só pode ser derrotado durante uma batalha de vontades, na qual ele sai vitorioso; ao fazê-lo, ele vê sua verdadeira forma e seu local de origem, as "Luzes da Morte". Após a batalha, sem saber se o mataram ou não, os Perdedores se perdem nos esgotos. Para tentar recuperar o senso de direção, Beverly tem relações sexuais com cada um dos garotos para trazer a unidade de volta ao grupo. Uma vez que estão em segurança, os Perdedores fazem um juramento de sangue para retornar a Derry caso a ameaça ressurja. Bowers, tendo perdido a sanidade ao escapar dos esgotos para um rio próximo, é internado após ser responsabilizado pelos assassinatos de crianças na cidade.

### 1984–1985
Em julho de 1984, três jovens atacam brutalmente um jovem gay chamado Adrian Mellon e o jogam de uma ponte, onde o parceiro de Adrian e um dos agressores veem um palhaço misterioso. Adrian é encontrado morto e mutilado, e os adolescentes são presos e acusados de seu assassinato.
Quando uma série de assassinatos violentos de crianças recomeça em Derry, Mike Hanlon, agora o bibliotecário da cidade, liga para os seis ex-membros do Clube dos Perdedores para lembrá-los da promessa de infância de retornarem caso os assassinatos recomecem. Bill agora é um bem-sucedido escritor de terror que mora com sua esposa atriz, Audra; Beverly é uma estilista casada com um homem abusivo chamado Tom Rogan; Eddie administra uma locadora de limusines e se casou com uma mulher codependente, semelhante à sua mãe hipocondríaca; Richie Tozier é disc jockey; Ben Hanscom perdeu peso e é um arquiteto bem-sucedido, porém solteiro e solitário; e Stan Uris é um rico contador. Antes dos telefonemas de Mike, todos os Perdedores haviam se esquecido completamente uns dos outros e do trauma de sua infância, enterrando o horror de seus encontros com a Coisa. Todos os Perdedores concordam em retornar a Derry, exceto Stan, que se mata de medo de enfrentá-la novamente.
Os Perdedores se encontram para almoçar, onde Mike os lembra que a criatura desperta aproximadamente a cada 27 anos, durante 12 a 16 meses seguidos, alimentando-se de crianças antes de adormecer novamente. O grupo decide matá-lo de uma vez por todas. Por sugestão de Mike, cada um explora diferentes partes de Derry para ajudar a restaurar suas memórias. Enquanto exploram, Eddie, Richie, Beverly e Ben se deparam com manifestações dele (Eddie vê Arroto Huggins e amigos de infância em formas leprosas e zumbificadas, Richie vê uma estátua de Paul Bunyan, Beverly vê a bruxa de João e Maria em sua casa de infância e Ben vê Drácula na Biblioteca de Derry). Bill encontra sua bicicleta de infância, "Silver", e a leva para a casa de Mike. Enquanto isso, Audra, preocupada com Bill, viaja para Derry; o marido de Beverley também chega, com a intenção de matar Beverly, já que finalmente perdeu seu poder sobre ela; e Henry Bowers escapa do hospício com a ajuda de Pennywise.
Henry confronta Mike na biblioteca, mas Mike escapa, gravemente ferido. A Coisa instrui Henry a matar o resto dos Perdedores, mas Henry é morto enquanto ataca Eddie. Ele então aparece para Tom e ordena que ele capture Audra, levando-a para seu covil, onde Audra fica catatônica, e Tom, ao vê-lo em sua verdadeira forma, desmaia em choque. Bill, Ben, Beverly, Richie e Eddie descobrem que Mike está à beira da morte e percebem que estão sendo forçados a outro confronto com a Coisa. Eles descem aos esgotos e usam sua força como grupo para "enviar energia" para Mike hospitalizado, que luta contra uma enfermeira que está sob seu controle. Eles chegam ao covil e descobrem que Pennywise assumiu a forma de uma aranha gigante. Bill e Richie entram em sua mente através do Ritual de Chüd, mas se perdem nele. Eddie o fere borrifando seu medicamento para asma em sua garganta, mas ele morde o braço de Eddie, matando-o. A Coisa foge para cuidar dos ferimentos, mas Bill, Richie e Ben o perseguem e descobrem que ele pôs ovos. Ben fica para trás para destruir os ovos, enquanto Bill e Richie seguem em direção ao seu confronto final com ele. Bill luta para entrar no corpo dele, localiza seu coração e o destrói. O grupo se reúne para sair do covil dele e, embora tentem levar os corpos de Audra e Eddie com eles, são forçados a deixar Eddie para trás. Eles percebem que as cicatrizes em suas mãos, causadas pelo pacto de sangue, desapareceram, indicando que sua provação finalmente chegou ao fim.
Ao mesmo tempo, a pior tempestade da história do Maine varre Derry, e o centro da cidade entra em colapso. Mike conclui que Derry está morrendo. Os Perdedores voltam para casa e gradualmente começam a se esquecer da Coisa, de Derry e um do outro. A lembrança de Mike dos eventos daquele verão também começa a desaparecer, assim como qualquer um dos registros que ele havia escrito anteriormente, para seu alívio, e ele considera começar uma nova vida em outro lugar. Ben e Beverly partem juntos e se tornam um casal, e Richie retorna para a Califórnia. Bill é o último a deixar Derry. Antes de partir, ele leva Audra, ainda catatônica, para um passeio em Silver, o que a desperta de sua catatonia, e eles se beijam.

## Temas
It se concentra tematicamente na perda da inocência infantil e questiona a diferença entre necessidade e livre-arbítrio. Grady Hendrix, do Tor.com, descreveu o livro como sendo "sobre o fato de que algumas portas só abrem em uma direção, e que, embora haja uma saída da infância chamada sexo, não há nenhuma porta que leve ao outro lado que transforme os adultos novamente em crianças". Christopher Lehman-Haupt, do The New York Times, observou que o romance "trata do mal que assombra a América de tempos em tempos nas formas de crime, intolerância racial e religiosa, dificuldades econômicas, conflitos trabalhistas e poluição industrial", e que o cenário do romance "é um museu repleto da cultura popular dos anos 1950: marcas, músicas e estrelas do rock 'n' roll, as piadas e rotinas da infância daquela época". James Smythe, do The Guardian, opinou que "Pennywise não é o maior terror do romance. As noções mais proeminentes de medo no romance vêm do próprio Clube dos Perdedores: suas vidas domésticas, as coisas que os tornaram párias".

## Lançamento
Em 13 de dezembro de 2011, a Cemetery Dance publicou uma edição limitada especial de It para o 25º aniversário do romance (ISBN 978-1-58767-270-5) em três edições: uma edição limitada para presente, sem assinatura, de 2.750 exemplares, uma edição limitada assinada, de 750 exemplares, e uma edição limitada assinada e com letras, de 52 exemplares. Todas as três edições são de capa dura, grandes, acondicionadas em estojo ou bandeja, e apresentam materiais de encadernação premium. Esta edição de aniversário apresenta uma nova ilustração na sobrecapa de Glen Orbik, bem como inúmeras ilustrações internas de Alan M. Clark e Erin Wells. O livro também contém um novo posfácio de Stephen King, que discute seus motivos para escrever o romance.

## Recepção e legado
O romance ganhou o British Fantasy Award em 1987 e recebeu indicações para os prêmios Locus e World Fantasy no mesmo ano. A Publishers Weekly listou-o como o livro de ficção de capa dura mais vendido nos Estados Unidos em 1986. Foi adaptado para uma minissérie em duas partes em 1990, dirigida por Tommy Lee Wallace, e para uma duologia cinematográfica dirigida por Andy Muschietti. "It: A Coisa", de Muschietti, foi lançado em setembro de 2017 e "It: A Coisa - Capítulo Dois", em setembro de 2019.
As críticas modernas ao romance foram mais mistas, com os críticos divididos em uma série de questões, incluindo a extensão do livro, a maneira como as personagens femininas são "demonizadas" e a cena de sexo envolvendo crianças.
O New York Times elogiou a capacidade do autor de criar atmosfera, mas percebeu uma falta de motivação na morte de Stanley Uris e na reunião do grupo. O Reactor descreveu o livro como "ora chato ora chocante" e "um dos livros mais frustrantes e desconcertantes de King", e criticou a representação dos personagens infantis como "um pouco perfeita demais". The Guardian, revisitando o livro depois de 30 anos, descreveu o romance como "...incrível: uma maravilha estrutural", ao mesmo tempo em que expressou preocupação com as descrições da sexualidade infantil, especialmente a cena "envolvendo o jovem Clube dos Perdedores participando do que equivale a uma orgia", embora" Grady Hendrix no Reactor tenha identificado este momento como "em certo sentido, o coração do livro" e uma demonstração temática da passagem da infância para a idade adulta.
O personagem Pennywise foi nomeado por vários meios de comunicação como um dos palhaços mais assustadores do cinema e da cultura pop.
Em 2003, foi listado na posição 144 na pesquisa The Big Read da BBC — um dos três romances de King na lista.

## Adaptações
Em 1990, o romance foi adaptado para uma minissérie de televisão estrelando Tim Curry como Pennywise, o Palhaço/A Coisa, John Ritter como Ben Hanscom, Harry Anderson como Richie Tozier, Richard Masur como Stan Uris, Tim Reid como Mike Hanlon, Annette O'Toole como Beverly Marsh, Richard Thomas como Bill Denbrough, Olivia Hussey como Audra Phillips, Dennis Christopher como Eddie Kaspbrak e Michael Cole como Henry Bowers. As versões mais jovens dos personagens foram interpretadas por Brandon Crane (Ben), Seth Green (Richie), Ben Heller (Stan), Marlon Taylor (Mike), Emily Perkins (Beverly), Jonathan Brandis (Bill), Adam Faraizl (Eddie) e Jarred Blancard (Henry). A minissérie foi dirigida por Tommy Lee Wallace e roteirizada por Wallace e Lawrence D. Cohen.
Em 1998, o romance foi adaptado para uma série de televisão ambientada na Índia, estrelando Lilliput como Pennywise, o Palhaço/Vikram/Woh/It, e Ashutosh Gowarikar (Ashutosh), Mamik Singh (Rahul), Anupam Bhattacharya (Sanjeev), Shreyas Talpade (Jovem Ashutosh), Parzan Dastur (Jovem Siddhart), Manoj Joshi (Amit) e Daya Shankar Pandey (Chandu), o equivalente da série ao Clube dos Perdedores. A série foi dirigida e escrita por Glen Baretto e Ankush Mohla.
A primeira parte de uma adaptação cinematográfica em duas partes, It, foi lançada em 8 de setembro de 2017. É dirigido por Andy Muschietti, com roteiro de Chase Palmer, Cary Fukunaga e Gary Dauberman. Em vez de uma narrativa dupla, o primeiro filme é apenas uma adaptação da parte que apresenta os personagens quando crianças, embora o cenário tenha sido atualizado para o final da década de 1980. É estrelado por Bill Skarsgård como Pennywise e Jaeden Martell como Bill Denbrough. Os papéis coadjuvantes são interpretados por Finn Wolfhard como Richie Tozier, Sophia Lillis como Beverly Marsh, Jack Dylan Grazer como Eddie Kaspbrak, Wyatt Oleff como Stanley Uris, Chosen Jacobs como Mike Hanlon, Jeremy Ray Taylor como Ben Hanscom, Owen Teague como Patrick Hockstetter, Nicholas Hamilton como Henry Bowers, Logan Thompson como Vic Criss e Jake Sim como Belch Huggins.
O segundo filme, It: A Coisa - Capítulo Dois, adaptou a seção "adulta" e atualizou o cenário para a década de 2010, especificamente 2016. O filme foi estrelado por James McAvoy (Bill), Bill Hader (Richie), Jessica Chastain (Beverly), James Ransone (Eddie), Andy Bean (Stan), Isaiah Mustafa (Mike) e Jay Ryan (Ben). Skarsgård reprisou o papel de Pennywise e os atores mais jovens também retornaram. As filmagens principais foram concluídas em 2018 e o filme foi lançado em 6 de setembro de 2019.
Em 21 de março de 2022, a Variety noticiou que Muschietti, juntamente com sua irmã Barbara Muschietti e Jason Fuchs, estava desenvolvendo e produzindo uma série prequel para a HBO Max, intitulada It: Welcome to Derry. A série se passa na década de 1960, antes dos eventos de It: Capítulo Um, e supostamente contará a história de origem do Palhaço Pennywise. Muschietti dirigirá o primeiro episódio, com Fuchs escrevendo todos os episódios da série.

## Cultura popular
No filme norte-americano Donnie Darko (2001), a mãe do personagem principal, Donnie, é vista em uma das cenas, deitada em uma espreguiçadeira no jardim, lendo um exemplar do livro It.[carece de fontes?]